# Cydia strobilella
The Spruce Seed Moth (Cydia strobilella) là một loài bướm đêm thuộc họ Tortricidae. Nó được tìm thấy ở châu Âu.

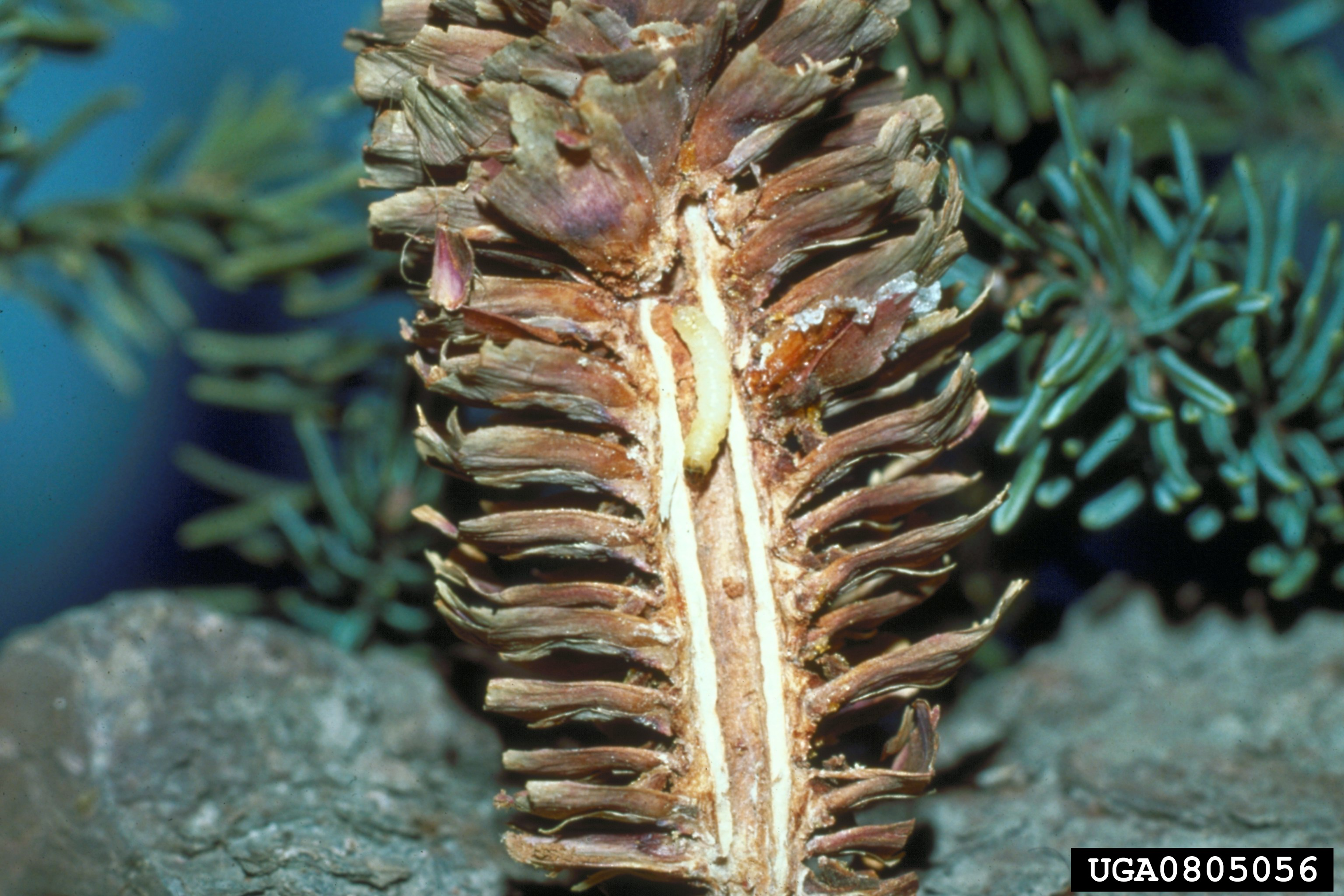
Caterpillar

Sải cánh dài 10–15 mm. Con trưởng thành bay từ tháng 4 đến tháng 6 tùy theo địa điểm.
Ấu trùng ăn Abies alba, Picea omorika, Picea abies en Pinus sylvestris.

## Hình ảnh

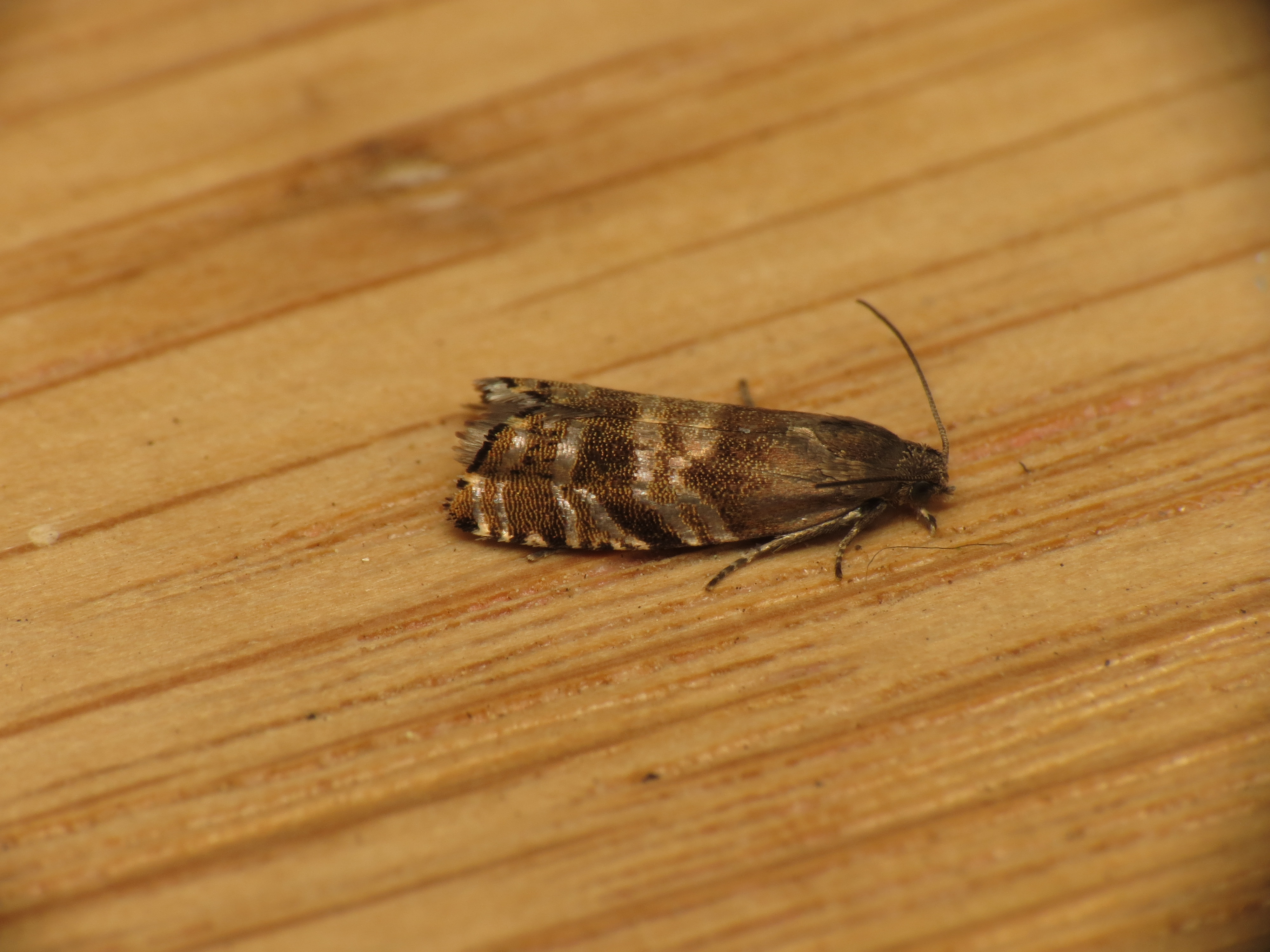
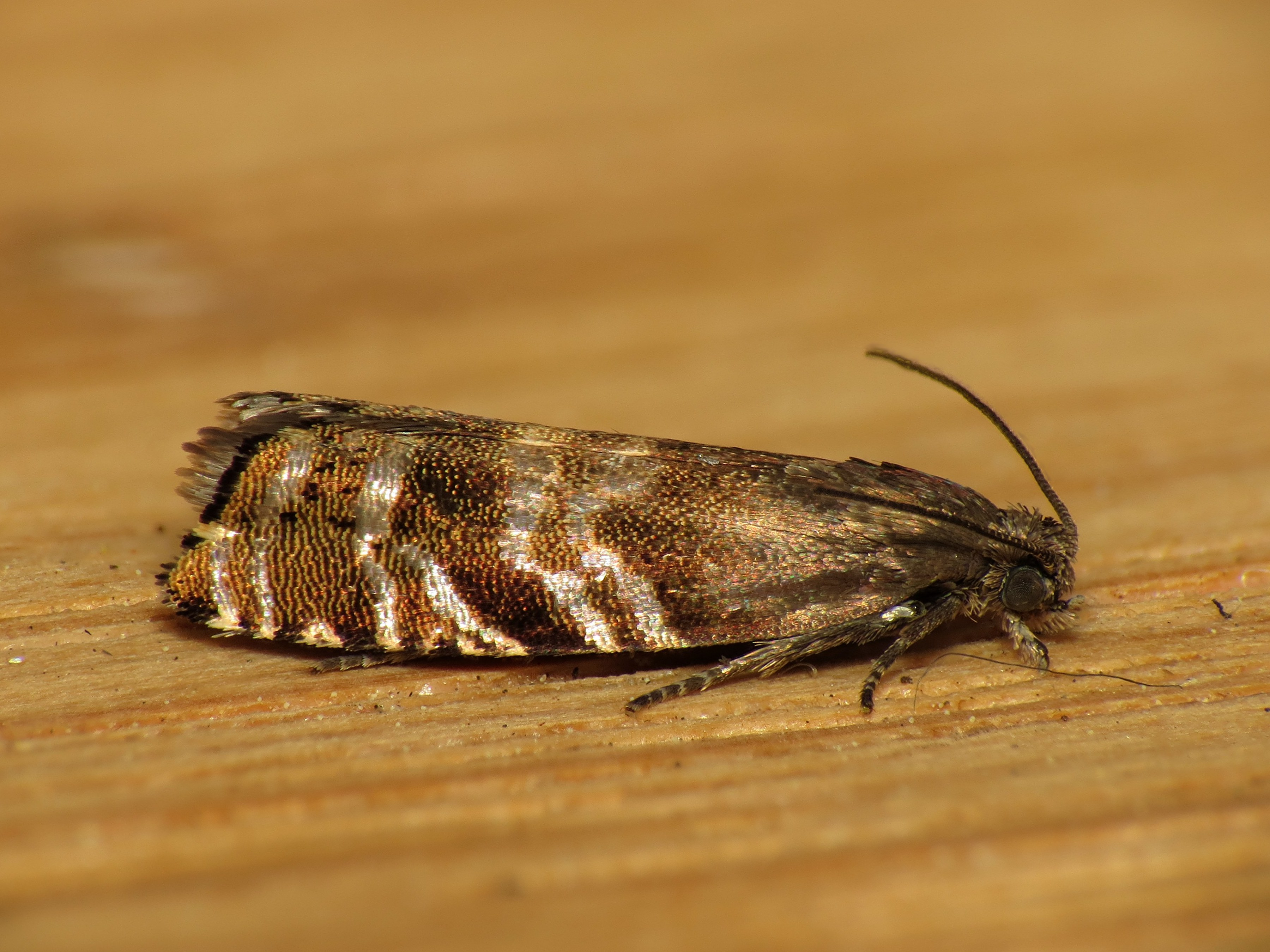
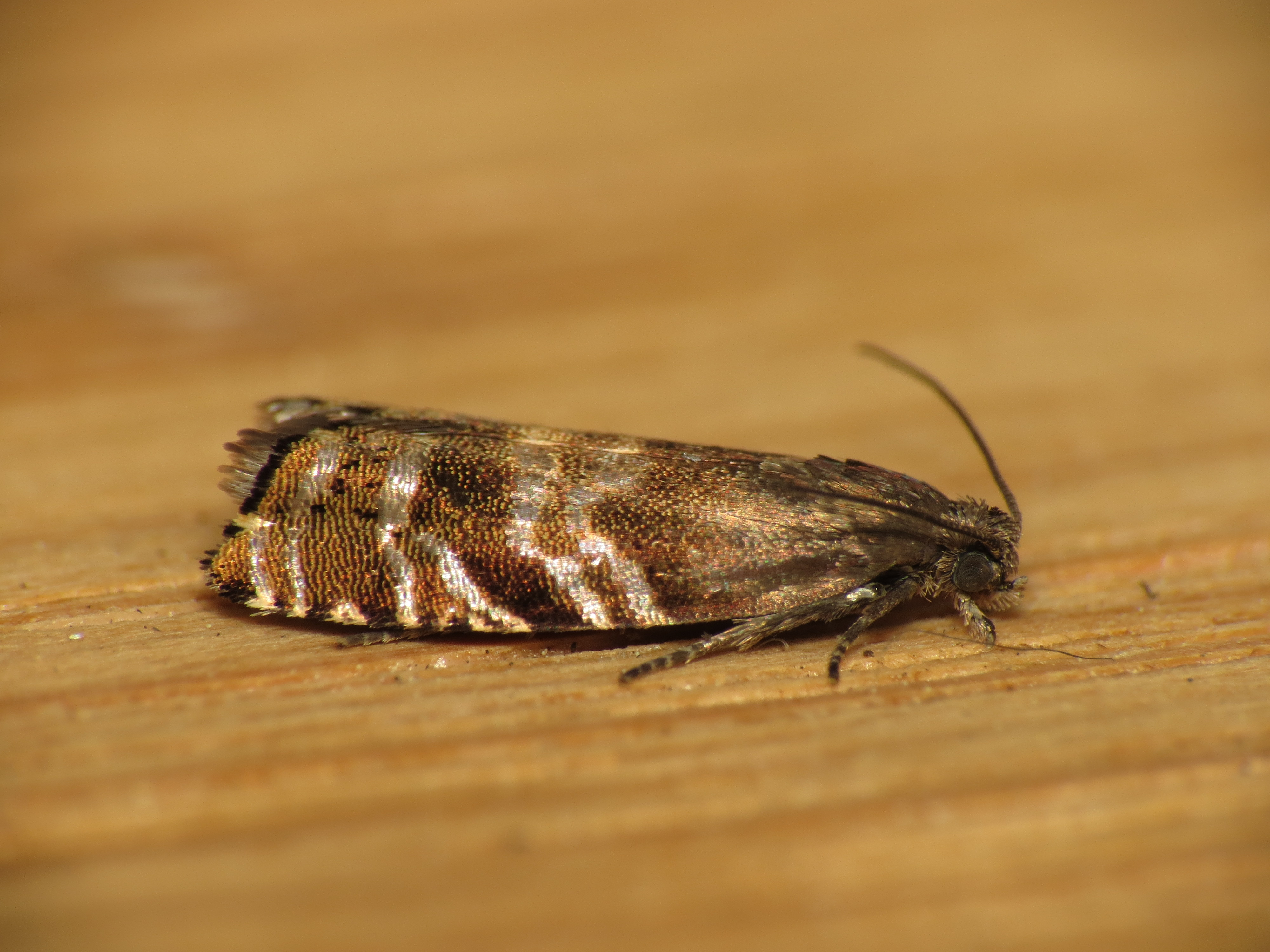
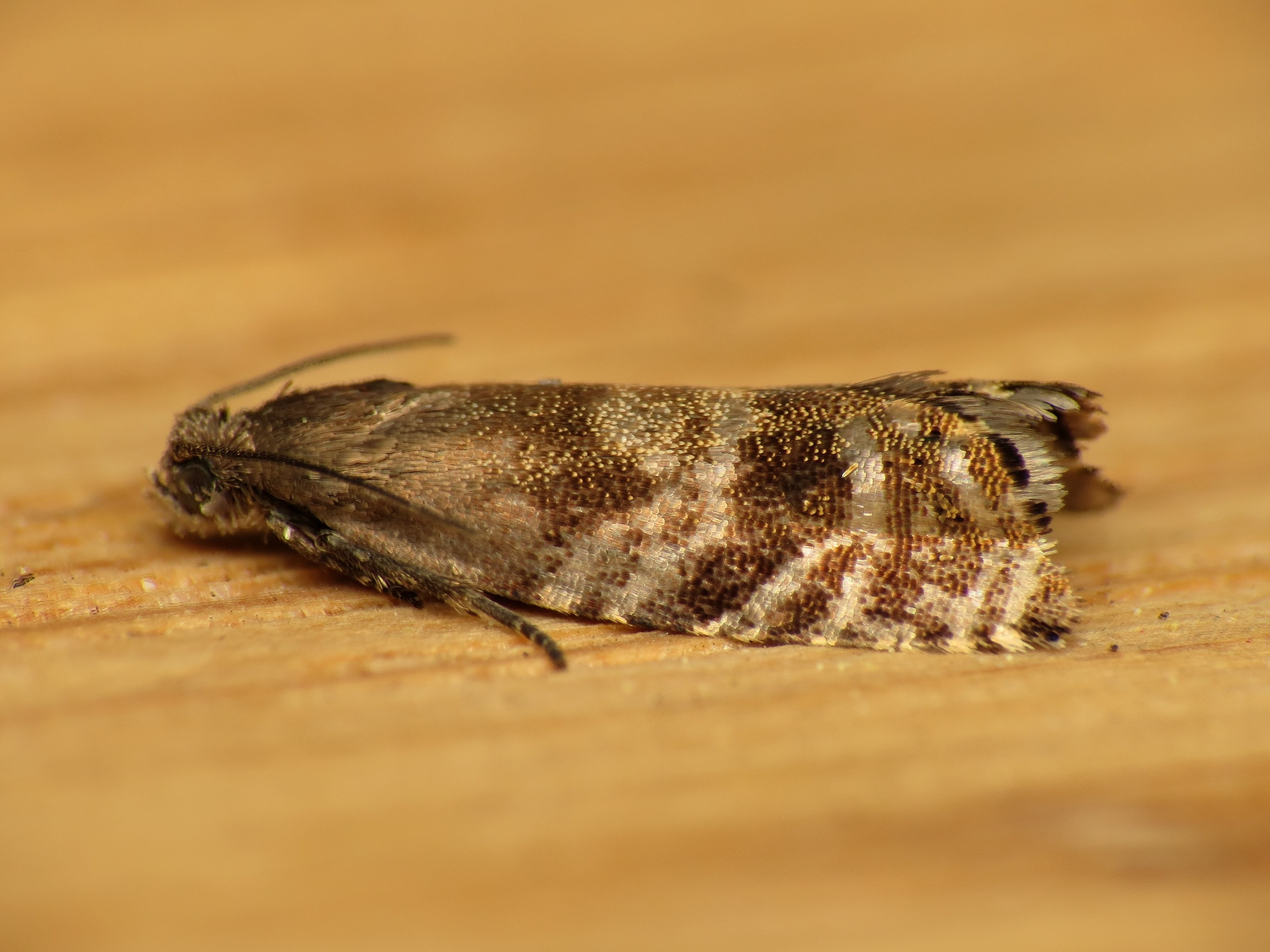